# Androgyny
«Androgyny» es el primer sencillo de Beautifulgarbage, el tercer álbum de Garbage, lanzado mundialmente en septiembre/octubre de 2001.
La canción elegida para presentar el nuevo disco de la banda marca una gran cambio en la dirección de Garbage. Fue lanzado el 24 de septiembre de 2001, lo que no permitió una buena promoción. Esto, más la reacción negativa de los fanes y las malas críticas, provocó que el sencillo tuviera una acción pobre en las listas de éxitos (a excepción de algunos países de Sudamérica y Europa del Este) y le dio mala fama al disco que promocionaba.

## Lista de canciones
UK CD1
1. «Androgyny»
2. «Begging Bone»
3. «Androgyny» (Felix Da Housecat Thee Glitz Mix)

UK CD2
1. «Androgyny»
2. «Androgyny» (The Neptunes Remix)
3. «Androgyny» (The Architechs Remix)

UK 12" vinyl
1. «Androgyny» (Felix Da Housecat Thee Glitz Mix)
2. «Androgyny» (The Architechs Remix)

AUS CD
1. «Androgyny»
2. «Begging Bone»
3. «Androgyny» (Felix Da Housecat Thee Glitz Mix)
4. «Androgyny» (The Architechs Remix)

JPN CD
1. «Androgyny»
2. «Androgyny» (Felix Da Housecat Thee Glitz Mix)
3. «Androgyny» (The Architechs Remix)
4. «Androgyny» (Felix Da Housecat Thee Drum Drum Mix)

## Posicionamiento
| Año  | Sencillo    | Listas                    | Posición |
| ---- | ----------- | ------------------------- | -------- |
| 2001 | «Androgyny» | Greek Singles Chart       | #1       |
| 2001 | «Androgyny» | Hong Kong singles chart   | #5       |
| 2001 | «Androgyny» | New Zealand Singles Chart | #11      |
| 2001 | «Androgyny» | Canadian Singles Chart    | #19      |
| 2001 | «Androgyny» | Australian Singles Chart  | #21      |
| 2001 | «Androgyny» | Japanese Singles Chart    | #22      |
| 2001 | «Androgyny» | UK Singles Chart          | #24      |
| 2001 | «Androgyny» | Italian Singles Chart     | #46      |
| 2001 | «Androgyny» | Swedish Singles Chart     | #54      |
| 2001 | «Androgyny» | Romanian Singles Chart    | #56      |
| 2001 | «Androgyny» | German Singles Chart      | #93      |